# Estadio Arturo C. Nahl
El Estadio Arturo C. Nahl es un estadio de béisbol ubicado en La Paz, Baja California Sur, México. Forma parte de la Villa Deportiva de La Paz, complejo deportivo integrado por el parque de béisbol, el Estadio Guaycura de fútbol, y la Arena La Paz.
Fue inaugurado en 1967, siendo sometido a un proceso de remodelación entre 2018 y 2019. Las obras incluyeron la modernización de las instalaciones deportivas, colocación de butacas y ampliación de la capacidad.